# Linux Kodachi
Linux Kodachi — дистрибутив Linux, основанный на Xubuntu и ориентированный на компьютерную безопасность, противодействие форензике, а также на обеспечение анонимной работы в Интернете. Является Live-дистрибутивом, но при необходимости может быть установлен на любой совместимый накопитель.

## Архитектура системы
Linux Kodachi основан на ветке тестирования Xubuntu 18.04.5 LTS с ядром Linux 5.4.217.
Используется окружение рабочего стола XFCE со встроенными мониторами для контроля статуса сети и состояния операционной системы в режиме реального времени.

## Особенности
Главной особенностью работы Linux Kodachi является принудительное туннелирование всего генерируемого системой трафика сначала через собственный предустановленный VPN-сервис, а уже затем через анонимную сеть Tor с применением дополнительной защиты от утечек в виде DNSCrypt. В Linux Kodachi реализована технологии Multi Tor, позволяющая пользователю самостоятельно выбрать выходной узел сети Tor в нужной ему стране мира, PeerGuardian для сокрытия IP-адреса в P2P-сетях и песочница Firejail для безопасного запуска приложений в изолированной среде. Также доступны функции смены MAC-адреса, затирания оперативной памяти и экстренного прекращения работы системы (вплоть до её самоуничтожения).
Разработчики Linux Kodachi отдельно подчеркивают, что наличие вышеуказанных особенностей дает их системе ряд преимуществ по сравнению с ближайшим по духу дистрибутивом TAILS.

## Лицензия
Linux Kodachi является свободным программным обеспечением, распространяемым под лицензией Apache License 2.0.

## Программное обеспечение в комплекте
Работа с сетью:
- Tor Browser.
- Sphere Tor Browser — браузер, используемый для динамической смены отпечатков операционной системы в процессе работы.
- Firefox с дополнительными расширениями безопасности[8][11].
- OnionShare — утилита c интерфейсом командной строки для безопасного файлообмена, работающая через скрытые сервисы Tor.
- Gufw[3] — межсетевой экран.
- FileZilla — FTP-клиент.

Мессенджеры:
- Signal.
- Pidgin.
- CoyIM — чат-клиент протокола XMPP со встроенной поддержкой Tor, OTR и TLS.
- Element — чат-клиент протокола Matrix.
- qTox — чат-клиент протокола Tox.
- Session messenger — чат-клиент протокола Signal, позволяющий обмениваться сообщениями и различными файлами с минимальным количеством пользовательских метаданных.

Шифрование и приватность:
- VeraCrypt — утилита для шифрования на лету.
- zuluCrypt/zuluMount — консольное приложение и графический интерфейс для создания и управления зашифрованными виртуальными и физическими дисками.
- SiriKali — графическая утилита для создания и управления зашифрованными каталогами-контейнерами.
- MAT (Metadata Anonymisation Toolkit) — средство просмотра и удаления метаданных у файлов различного типа.
- KeePassXC — менеджер паролей.
- Seahorse — средство управления ключами.
- GPA (The Gnu Privacy Assistant) — средство для создания электронных подписей.
- BleachBit — оптимизация системы и безвозвратное удаление файлов.

Управление операционной системой:
- Conky[англ.] — монитор состояния операционной системы.
- Double Commander — файловый менеджер.
- Grsync[англ.] — программа для синхронизации файлов[англ.].

## Ограничения и недостатки
- Использование встроенного VPN-сервиса для раздачи файлов гарантированно приводит к бану[5][10].
- Система сложна в настройке и использовании для неподготовленного пользователя[10].
- Сама возможность использования системы как основной снижает степень её защиты[5][10].